# Сан-Себастьян-ду-Анта
Сан-Себастьян-ду-Анта (порт. São Sebastião do Anta) — муниципалитет в Бразилии, входит в штат Минас-Жерайс. Составная часть мезорегиона Вали-ду-Риу-Доси. Входит в экономико-статистический микрорегион Каратинга. Население составляет 5432 человека на 2006 год. Занимает площадь 80,181 км². Плотность населения — 67,7 чел./км².
Праздник города — 21 декабря.

## История
Город основан 21 декабря 1995 года.

## Статистика
- Валовой внутренний продукт на 2003 год составляет 12 368 518,00 реалов (данные: Бразильский институт географии и статистики).
- Валовой внутренний продукт на душу населения на 2003 год составляет 2409,61 реала (данные: Бразильский институт географии и статистики).
- Индекс развития человеческого потенциала на 2000 год составляет 0,654 (данные: Программа развития ООН).

## География
Климат местности: горный тропический.